# His Regeneration
His Regeneration (Su regeneración en español) es una película del cine estadounidense estrenada el 7 de mayo de 1915 con la dirección de Gilbert M. Anderson y la actuación de Charles Chaplin en un papel menor y sin figurar en los créditos.

## Reparto
- Gilbert M. 'Broncho Billy' Anderson - El ladrón regenerado
- Marguerite Clayton - La muchacha
- Lee Willard - El ladrón regenerado
- Hazel Applegate - La mucama
- Belle Mitchell - La muchacha del bar
- Lloyd Bacon - The Regenerate Burglar El ladrón regenerado
- Robert McKenzie - El camarero
- Bill Cato - Primer policía
- Darr Wittenmyer - Segundo policía
- Victor Potel - Empleado
- Charles Chaplin - Cliente (sin acreditar)

## Sinopsis
Un criminal se envuelve en una discusión acerca de una muchacha del salón de baile.

## Crítica
Chaplin tenía negocios en común con el director G. M. Anderson, quien aparece en una escena de su película The Champion.  En los títulos se indica que el director fue "ligeramente asistido por Charles Chaplin". Hay cierta inconsistencia en la obra por cuanto la película alterna momentos de tensión con otros de alboroto. La regeneración del delincuente a que se refiere la obra era uno de los temas de las películas de la época y fue usado luego por Chaplin en Charlot policía.